# Латерина
Латерѝна (на италиански: Laterina) е малко градче в централна Италия, община Латерина Перджине Валдарно, провинция Арецо, регион Тоскана. Разположено е на 240 m надморска височина.